# Take a Chance on Me
Take a Chance on Me – piosenka szwedzkiego zespołu ABBA nagrana w 1977 roku. Była drugim singlem wydanym z ich piątego albumu The Album, pojawiła się także w wielu innych wydawnictwach muzycznych, w tym także w ABBA Gold: Greatest Hits. Na stronie B znajduje się utwór "I'm a Marionette"